# George Hendrik Witte
George Hendrik Witte (Utrecht, 16 november 1843 – Essen (Noordrijn-Westfalen), 3 februari 1929) was een Nederlands componist en muziekpedagoog.

## Achtergrond
Hij was zoon van kerkorgelbouwer Christian Gottlieb Friedrich Witte en Dorothea Antoinette Lagers (1810-1884). Broer Johan Frederik Witte zette het bedrijf van zijn vader voort. Hijzelf huwde in 1874 in Essen met Maria Elbers (1852-1891), dochter van een jurist. Hij hertrouwde na de dood van zijn eerste vrouw in 1892 met Gertrud Breidbach (1868-1951). Samen kregen zij drie kinderen, ingenieur Hermann Witte (1893-1965), jurist Oskar Witte (1895-1990) en vrouw van bankdirecteur Marianne Witte (1897-1977). George Hendrik Witte stierf aan bronchitis. In 1930 hernoemde de gemeente Essen de Gärtnerstraße naar de Wittestraße, die tegenwoordig Hendrik-Wittestraße heet.

## Muziek
G.H. Witte kreeg muzieklessen aan de Koninklijke Muziekschool in Den Haag van Willem Nicolaï (orgel, compositie) en Charles van der Does (piano). Hij had er ook een periode les van Johann Lübeck. Hij mocht vervolgens voor zijn educatie naar het Leipziger Conservatorium der Musik, waar zijn docenten Ignaz Moscheles, Carl Reinecke, Moritz Hauptmann en Ernst Friedrich Richter waren. Daar was hij ook enige tijd onderwijzer en dirigent van een plaatselijke muziekvereniging, een functie die hij ook uitvoerde in Thann in de Elzas. Hij verliet Duitsland even in verband met de Frans-Duitse Oorlog van 1870 en ziekte. In 1871 begon hij op voorspraak van Carl Reinecke les te geven in Essen, (Essener Musikverein, later Stadtliches Orchester) alwaar hij benoemd werd tot professor muziek (1905), nadat hij al eerder was benoemd tot Königlicher Musikdirector (1883). In 1904 kwam er mede dankzij zijn inspanningen een concertgebouw aldaar. In 1910/1911 trok hij zich uit de actieve muziekwereld terug met een afscheidsconcert met Aaltje Noordewier-Reddingius en Thom Denijs. Hij werd in Essen opgevolgd door Hermann Abendroth.
Op 4 februari 1930 werd een in memoriamconcert gegeven in Rotterdam, waarbij Ein Deutsches Requiem van Johannes Brahms (lievelingscomponist van Witte) en het Vioolconcert van Witte werden uitgevoerd. De solist was Anton Schoenmaker.
Witte werd onderscheiden met de Kronenorde IV-klasse en de Rotter Adler-Orde III-klasse.

### Werklijst
- opus 1: Walsen voor piano, opgedragen aan Anna Mehlig
- opus 2: Drie stukken voor piano vierhandig, opgedragen aan Clara Schumann
- opus 3: Walsen voor piano, opgedragen aan Charles van der Does
- opus 4: Vier impromptus, opgedragen aan Ignaz Moscheles
- opus 5: Pianokwartet, bekroond door een muziekinstituut in Florence, opgedragen aan Carl Reinecke
- opus 6: Vijf liederen; opgedragen aan Joseph Schild
- opus 7: Walsen voor piano vierhandig, opgedragen aan Johannes Brahms
- opus 8: Sonatine voor piano vierhandig
- opus 9: verloren
- opus 10: Drie liederen voor een zangstem; opgedragen aan Ida Eichhoff
- opus 11: Twee karakterstukken
- opus 12: Concert voor cello en orkest
- opus 13: Twee karakterstukken, opgedragen aan Carl Heymann
- opus 14: Drie stukken voor cello en piano, opgedragen aan W.F.G. Nicolai
- opus 15: Sonate voor cello en piano, opgedragen aan Adolf Fischer
- opus 16: Elegie voor viool en orkest of piano, opgedragen aan Joseph Joachim
- opus 17: An die Sonne, lied op tekst van Paul Heyse “Dem Andenken einer Theueren Entschlafenen gewidmet”, voor gemengd koor met orkest of piano; première in Keulen
- opus 18: Vioolconcert in D majeur, op 11 januari 1902 eenmalig uitgevoerd door André Spoor en het Concertgebouworkest onder leiding van Willem Mengelberg; het is het enige werk dat dat orkest van Witte op de lessenaar kreeg.
- hoornkwintet
- Nachts
- Avondlied
- Feestmars voor piano vierhandig, voor feest op 13 december 1881
- Het Evangelisch Koraalboek
- een concertouverture, uitgevoerd op 14 juli 1874 (verloren gegaan)
- 34 etuden van Cramer

- Gemeinsame Normdatei: 117420492
- International Standard Name Identifier: 0000 0001 0948 5305
- Library of Congress Control Number: no98124673
- Nationale Bibliotheek van Tsjechië: mzk2015871631
- Virtual International Authority File: 2092562
- WorldCat: E39PBJjT36c899K6jMkRdhQQbd